# Oblężenie Angers
Oblężenie Angers – oblężenie przez rojalistów francuskiego miasta Angers bronionego przez republikanów, które miało miejsce w dniu 3 grudnia 1793 roku, w trakcie wojen wandejskich.

## Tło historyczne
Odepchnięci w kierunku Granville Wandejczycy (rojaliści) liczyli na to, że uda im się przedrzeć na południowy brzeg Loary, ku któremu drogę otwarło im zwycięstwo w bitwie pod Dol. W dniu 23 listopada wandejscy generałowie spotkali się w Antrain. Głównodowodzący powstańcami – Henri de la Rochejaquelein – zaproponował marsz w kierunku Rennes, gdzie schroniła się armia republikańska. La Rochejaquelein zamierzał ją tam ostatecznie rozbić i wyzwolić Bretanię spod panowania republikanów. Planował następnie zaatakować Nantes i po połączeniu z armią Charette'a wrócić do Wandei. Z kolei Stofflet proponował przemieścić się do Wandei najkrótszą drogą, po drodze atakując miasto Angers. Z jeszcze inną propozycją wystąpił Antoine-Philippe de La Trémoille, który proponował ponowić atak na Granville. Garnizon stojący na straży tego miasta został bowiem uszczuplony, wzrosła też szansa na angielską interwencję. Oficerowie przychylili się do tego ostatniego planu, jednak wandejscy żołnierze odmówili jego realizacji, gdyż skłaniali się ku propozycji Stoffleta. Generałowie zostali przymuszeni przystać na naciski żołnierzy.
Wobec tego armia powstańców wyruszyła w kierunku Angers. Wandejczyków nie niepokoiły już zatargi ze strony republikańskich oddziałów (które były w tym czasie pochłonięte reorganizacją swoich sił). Niemniej jednak gnębiły ich choroby (dyzenteria, tyfus oraz cholera) związane z głodem, do którego przyczyniły się trudności zaopatrzeniowe oraz brak osłony przed mrozem, nasilającym się wraz z nadchodzącą zimą.

## Przebieg bitwy
Miasto Angers było bronione przez 4 tysiące żołnierzy republikańskich pod dowództwem generałów Louisa Michela Auguste'a Théveneta oraz Jean-Pierre'a Boucreta. Generał  Michel de Beaupuy – pomimo iż nie wyleczył jeszcze ran odniesionych podczas bitwy pod Entrames – również uczestniczył w obronie miasta.
W dniu 3 grudnia Wandejczycy przystąpili do ataku. Początkowe natarcie nie było przygotowane lepiej niż wcześniejsze uderzenie na Granville. Rojaliści zajęli przedmieścia, opuszczone wcześniej przed siły republikańskie. Jednak bez wsparcia machin oblężniczych nie byli w stanie pokonać miejskich fortyfikacji.
Przez cały dzień wandejska artyleria, nad którą pieczę sprawował Gaspard de Bernard de Marigny, bombardowała bramy miejskie bez większego sukcesu.
W dniu 4 grudnia Wandejczycy ponowili atak. Gdy byli już bardzo blisko przełamania obrony na bramie Cupif, republikańska obrona została wzmocniona przez oddziały generała Jeana Fortuné'a Boüina de Marigny'ego. Oddziały te stanowiły awangardę Armii Zachodniej. Ich przybycie wywołało popłoch w szeregach Wandejczyków. Zrezygnowali oni z oblężenia miasta i wycofali się na północny wschód, w kierunku Le Mans.
Siły generała Boüina de Marigny odniosły zwycięstwo, jednak on sam poległ w końcowej fazie bitwy, trafiony kulą armatnią.
Po zakończeniu bitwy, wedle rozkazów  Marie Pierre'a Adriena Francastela, odcięte głowy zabitych w trakcie walk Wandejczyków oraz Szuanów zostały wystawione na widok publiczny na fortyfikacjach.
Pitre-Chevalier napisał, że sankiuloci – postępując według rozkazów Levasseura – „urządzili oczyszczający pochód, okadzając miejskie mury, by usunąć z nich piętno kontaktu z rojalistami”.